# Christoph Bundscherer
Christoph Bundscherer (* 9. Juli 1958 in Landshut) ist ein deutscher Diplomat. Er war von 2019 bis 2024 Botschafter in Nicaragua.

## Werdegang
Bundscherer studierte nach dem Abitur Rechtswissenschaften und schloss das Studium mit dem 2. juristischen Staatsexamen ab.
1989 trat Bundscherer in den Auswärtigen Dienst ein und absolvierte bis 1990 den Vorbereitungsdienst für den höheren Auswärtigen Dienst. Anschließend arbeitete er als Referent in der Politischen- und Abrüstungsabteilung des Auswärtigen Amtes. Von 1992 bis 1994 führte ihn sein erster Auslandseinsatz als Referent für Presse und Rechts- und Konsularwesen an die Botschaft Caracas (Venezuela). Es folgte, bis 1997, ein Einsatz als Referent in der Abrüstungsabteilung im Auswärtigen Amt. In dieser Zeit wurde er mit seiner Dissertation zum Thema Deutschland und das Chemiewaffenübereinkommen an der Universität Greifswald zum Dr. jur. promoviert.
Von 1997 bis 2000 war Bundscherer als Referent für Wirtschaft sowie Rechts- und Konsularwesen an der Botschaft Nairobi (Kenia) tätig, danach bis 2004 Referent für Politik und Rechts- und Konsularwesen an der Botschaft Brasilia. Es folgte eine weitere Verwendung im Auswärtigen Amt, als stellvertretender Leiter des Arbeitsstabes Humanitäre Hilfe, bevor er 2008 als ständiger Vertreter des Leiters an die Botschaft Lima (Peru) wechselte. Von dort wechselte Bundscherer 2011 zurück in das Auswärtige Amt und wurde dort Leiter des Referates Andenstaaten. 2014 ging er wieder an die Botschaft Brasilia, zunächst als Leiter der Abteilung für Wirtschaft und globale Fragen und ab 2016 als ständiger Vertreter des Botschafters.
Mitte 2019 wurde Bundscherer, als Nachfolger von Ute König, zum Botschafter in Managua, Nicaragua ernannt. Im Sommer 2024 wurde er in diesem Amt von Karsten Warnecke abgelöst.
Bundscherer ist verheiratet und hat eine Tochter.